# Richard Alley
Richard Blaine Alley (n. 1957) es un geólogo estadounidense, considerado uno de los principales investigadores mundiales sobre el cambio climático.

## Biografía
Profesor de Geociencia en la Pennsylvania State University. Es miembro de la Unión Americana de Geofísica. Ha presidido el comité del Consejo Nacional de Investigación donde elaboró el famoso informe “Cambio climático abrupto. Sorpresas inevitables”. Alley es también muy franco acerca de la existencia de muchas cosas aún desconocidas sobre el calentamiento global y sus efectos.
Sus principales líneas de investigación son el cambio climático y el comportamiento glaciar. Es autor de más de 170 publicaciones científicas de referencia.
Fue galardonado con la medalla Louis Agassiz de la Unión Europea de Geociencias, el Cristal Seligman de la Sociedad Internacional de Glaciología, y la medalla Roger Revelle de la Unión Americana de Geofísica.
Ha obtenido el Premio Fundación BBVA Fronteras del Conocimiento 2014 en la categoría de Cambio Climático, por su “Investigación pionera” sobre el “comportamiento del hielo y sus implicaciones para los cambios abruptos en el clima”, según se redacta en el acta del jurado.

## Algunas publicaciones
- Google Scholar search on author:R-Alley in physical sciences; octubre de 2008, 463 resultados; resultados top 160.

- Clark, PU; RB Alley, D Pollard 1999. "Northern Hemisphere Ice-Sheet Influences on Global Climate Change". Science 5 de noviembre de 1999: Vol. 286. Nº 5442, pp. 1104 - 1111 DOI: 10.1126/science.286.5442.1104

- Meese, DA; AJ Gow, RB Alley, GA Zielinski, PM Grootes, M Ram, KC Taylor, PA Mayewski, JF Bolzan 1997. "The Greenland Ice Sheet Project 2 depth-age scale: Methods and results". Journal of Geophysical Research. C. Oceans Vol. 102, Nº C12, pp. 26,411 - 26,423. noviembre de 1997 resumen

- Jouzel, J; RB Alley, KM Cuffey, W Dansgaard 1997. "Validity of the temperature reconstruction from water isotopes in ice cores". Journal of Geophysical Research. C. Oceans 97JC01283 resumen

- Cuffey, KM; GD Clow, RB Alley, M Stuiver, ED Waddington, RW Saltus 1995. "Large Arctic Temperature Change at the Wisconsin-Holocene Glacial Transition". Science 20 de octubre de 1995: Vol. 270. Nº 5235, pp. 455 - 458 DOI: 10.1126/science.270.5235.455

- Mayewski, PA; LD Meeker, S Whitlow, MS Twickler et al. 1994. "Changes in Atmospheric Circulation and Ocean Ice Cover over the North Atlantic During the Last 41,000 Years". Science 25 de marzo de 1994: Vol. 263. Nº 5154, pp. 1747 - 1751 DOI: 10.1126/science.263.5154.1747